# Quisar
Quisar (Kishar), no épico acádio Enuma Elis, é a filha de Lamu e Lacamu, os primeiros filhos de Tiamate e Apsu. Ela é o princípio feminino, irmã e esposa de Ansar, o princípio masculino, e a mãe de Anu. Quisar representa a Terra, tida como a deusa do horizonte terreno, como uma contrapartida para Ansar, o céu, o deus do horizonte celeste, e pode ser vista como uma deusa-mãe terra. Ela aparece apenas uma vez no Enuma Elis, nas primeiras linhas do épico. 